# NGC 7394
NGC 7394 é um aglomerado aberto na direção da constelação de Lacerta. O objeto foi descoberto pelo astrônomo John Herschel em 1829, usando um telescópio refletor com abertura de 18,6 polegadas. 